# Tibellus nimbaensis
Tibellus nimbaensis là một loài nhện trong họ Philodromidae.
Loài này thuộc chi Tibellus. Tibellus nimbaensis được miêu tả năm 1994 bởi Van den Berg & Dippenaar-Schoeman.